# Lewis University Men's Volleyball
La Lewis University Men's Volleyball è la squadra di pallavolo maschile appartenente alla Lewis University, con sede a Romeoville: milita nella Midwestern Intercollegiate Volleyball Association della NCAA Division I.

## Storia
La squadra di pallavolo maschile della Lewis University viene fondata nel 1994, anno nel quale aderisce alla NCAA. Dave Deuser è l'allenatore del programma dalla sua fondazione fino al 2004. Sotto la sua ala i Flyers vincono il titolo di conference nella stagione 1996, qualificandosi già alla loro terza stagione per la prima volta in Final Four, dove però vengono spazzati via in semifinale dai futuri vincitori della UC Los Angeles. Nel campionato 1998 vincono il secondo titolo di conference, ma in semifinale cedono nuovamente ai Bruins della UC Los Angeles, ancora una volti vincitori al termine del torneo; il portoricano Víctor Rivera viene inserito nell'All-Tournament Team del torneo.
Nella stagione 2003 i Flyers vincono il loro terzo titolo di conference e questa volta in Final Four le cose vanno diversamente: in semifinale eliminano la Pepperdine dopo una battaglia di cinque set, per poi vincere la finale al tie break contro la Brigham Young, vincendo così il primo titolo NCAA della propria storia; tra i giocatori Gustavo Meyer viene premiato come Most Outstanding Player, mentre Fabiano Barreto e Ryan Stuntz vengono inseriti nell'All-Tournament Team. Nella stagione successiva, vinto ancora una volta il titolo MIVA, i Flyers si qualificano alla Final Four per difendere il proprio titolo, uscendo di scena già in semifinale, spazzati via in tre soli set dai Cougars della Brigham Young University; magra consolazione per Jeff Soler, inserito nel sestetto ideale del torneo.
Al termine delle competizioni del 2004, in seguito ad un'ispezione della NCAA durata diversi mesi, vengono riscontrate delle irregolarità da parte del programma, il quale avrebbe utilizzato un giocatore non eleggibile in quanto avente già esperienze professionistiche all'estero: la violazione del regolamento comporta la revoca del titolo NCAA del 2003, del titolo di conference dello stesso anno e dei premi individuali ricevuti da tutti gli atleti, oltre che la cancellazione di tutti i risultati dal 2001 al 2003. Tra le altre conseguenze vi sono anche le dimissioni del coach Dave Deuser.
Dal 2005, in seguito ai fatti della revoca del titolo NCAA, il programma viene affidato a Dan Friend. Dopo otto anni di assenza, il programma si qualifica nuovamente alla Final Four nella stagione 2012 grazie alla conquista del titolo MIVA: tuttavia i Flyers perdono già in semifinale dalla Southern California, col solo Geoff Powell a rappresentare il programma nell'All-Tournament Team. Partecipano nuovamente alla post-season della NCAA Division I 2014, qualificandosi grazie alla classifica totale, ma uscendo di scena già ai quarti di finale nel nuovo formato del torneo; si ripetono anche nel torneo seguente, ma questa volta eliminano la Penn State in semifinale, centrando la seconda finale nazionale della propria storia, dove però escono sconfitti da una battaglia di cinque set contro la Loyola Chicago, nel remake della finale di conference; tra i Flyers Geoff Powell e Gregory Petty vengono inseriti nel sestetto ideale del torneo.

## Record
| Piazzamento          |   | Edizione                                                                          |
| -------------------- | - | --------------------------------------------------------------------------------- |
| Tornei NCAA          | 9 | Vincitrice: 1 2003                                                                |
| Tornei NCAA          | 9 | Finale: 1 2015                                                                    |
| Tornei NCAA          | 9 | Semifinali: 6 1996, 1998, 2004, 2012, 2019, 2021                                  |
| Tornei NCAA          | 9 | Quarti di finale: 1 2014                                                          |
| Titoli di conference | 5 | Midwestern Intercollegiate Volleyball Association: 5 1996, 1998, 2003, 2004, 2012 |

## Conference
- Midwestern Intercollegiate Volleyball Association: 1994-

## National Newcomer of the Year
- Fabiano Barreto (2001)
- Ryan Coenen (2017)

## National Coach of the Year
- Dave Deuser (2003[4])
- Dan Friend (2015)

## All-American

### First Team
- Víctor Rivera (1998, 1999)
- Fabiano Barreto (2001)
- Ryan Stuntz (2002)
- Gustavo Meyer (2003[4])
- Geoff Powell (2014, 2015)
- Robert Walsh (2016)

### Second Team
- Chris Borden (1996)
- Víctor Rivera (1997)
- Eduardo Quiñones (2000)
- Fabiano Barreto (2002)
- Jose Martins (2003[4])
- Ryan Stuntz (2003[4])
- Drew Pickering (2009)
- Robert Boldog (2012, 2013, 2014)
- Howard Petty (2012)
- Geoff Powell (2013)
- Eric Fitterer (2015)
- Gregory Petty (2015)
- Lucas Yanez (2015)
- Robert Walsh (2015)
- Ryan Coenen (2017, 2018, 2019)
- Tyler Mitchem (2019)
- Matthew Yoshimoto (2019)
- Oğuzhan Oğuz (2025)

## Allenatori
- Dave Deuser: 1994-2004
- Dan Friend: 2005-